# James Edward Oglethorpe
James Edward Oglethorpe (Londra, 22 dicembre 1696 – Londra, 30 giugno 1785) è stato un generale e politico inglese, fondatore della colonia della Georgia.

## Biografia

### Origini e prime esperienze
Nacque nel 1696 a Londra, decimo e ultimo figlio di sir Theophilus Oglethorpe e di sua moglie Eleanor Wall, vicini alla corte inglese ma in realtà lealisti Stuart. La famiglia dimorava ad Haslemere, nella proprietà di Godalming, di cui Theophilus fu eletto rappresentante alla camera dei comuni dal 1698; il seggio sarebbe stato in seguito detenuto da vari membri della famiglia, incluso James.
Entrò nel Collegio di Corpus Christi ad Oxford nel 1714, ma lo lasciò nel medesimo anno per entrare nell'esercito del principe Eugenio di Savoia in vista dell'imminente guerra con l'Impero ottomano. Grazie ai buoni uffici di John Churchill, I duca di Marlborough, divenne aiutante di campo del principe e durante la  guerra austro-turca si distinse nei combattimenti contro le truppe nemiche, particolarmente nell'assedio di Belgrado del 1717.
Dopo il suo rientro in Inghilterra tornò al Corpus Christi, anche se non vi conseguì mai nessun titolo; nel 1731 il Collegio gli concesse comunque il diploma in onore del suo servizio militare. Nel 1722 fu eletto nelle liste dei Tories come deputato del Parlamento per Haslemere, ricoprendo la carica già tenuta dal padre e da due fratelli. Nel 1729, oltraggiato dalla morte di un amico incarcerato per debiti e deceduto dopo aver contratto il vaiolo, si fece promotore di una vasta riforma carceraria. L'iniziativa lo rese estremamente popolare, ma non risolse, come aveva sperato lo stesso Oglethorpe, il problema delle grandi masse di poveri inglesi; allora, vedendo un'opportunità nelle sempre più importanti Tredici Colonie, propose la creazione di una nuova colonia nell'America settentrionale che potesse ospitare gli insolventi e i protestanti perseguitati nel Continente. La colonia avrebbe dovuto essere costituita fra la Carolina del Sud e la Florida spagnola, allora facente parte dell'impero coloniale spagnolo.

### Fondazione della Georgia
Nel 1732 Oglethorpe riuscì ad ottenere il patrocinio di re Giorgio II, che lo autorizzò a fondare una nuova colonia in America col nome di Georgia. Nonostante non gli fossero stati garantiti privilegi né proprietà nel nuovo territorio, Oglethorpe volle comunque salpare con la nave Anne nel novembre 1732, e dopo 88 giorni giunse con 114 coloni a Charleston.
Organizzò una spedizione lungo il fiume Savannah, facendo amicizia coi locali nativi americani e garantendosene la collaborazione. Assieme ai coloni inglesi e della Carolina del Sud fondò quindi Savannah, la prima città georgiana, il 12 febbraio 1733. Oglethorpe cercò di modellare la nuova colonia come un'utopia, proibendo la schiavitù e abolendo le distinzioni e i privilegi di classe caratteristici dell'originaria società inglese; inoltre, spinto dai principi dell'illuminismo, dichiarò la Georgia aperta a chiunque avesse voluto stabilirvisi, compresi ebrei e luterani di Salisburgo, all'epoca tra i gruppi religiosi più perseguitati in Europa. Fu inoltre sempre un difensore dei diritti dei nativi, perseguendo con vigore chi tentava di attaccarli o raggirarli.
Uno dei principali problemi derivati dalle idee di Oglethorpe era proprio l'approccio anti-schiavista. Gli schiavi che fuggivano verso sud dalle altre colonie britanniche, anziché stabilirsi nei territori spagnoli, trovavano spesso asilo in Georgia, il che irritava le altre colonie. Il bando della schiavitù riduceva anche la forza lavoro locale, e ciò fu percepito come un limite alla crescita economica della Georgia. Molti coloni incominciarono quindi ad opporsi ad Oglethorpe, vedendolo come un "dittatore a vita", ponendo quindi gli occhi sulla confinante Carolina del Sud come colonia meno limitativa. Nel 1750, dopo che  Oglethorpe ebbe lasciato la colonia, il bando alla schiavitù fu rimosso e fu importato un gran numero di schiavi.
Oglethorpe era fortemente convinto della bontà della propria iniziativa, arrivando ad impegnare tutti i propri risparmi nel governo georgiano, ben conscio che il Parlamento avrebbe potuto decidere di non rimborsarlo e quindi lasciandolo andare in bancarotta. Dovette inoltre pensare a fortificare in autonomia la propria colonia, continuamente minacciata dalle incursioni spagnole da sud. Pur non detenendo ufficialmente alcun titolo se non membro del Parlamento, il suo carisma e le sue capacità organizzative lo facevano universalmente considerare come governatore della Georgia (anche se ancora oggi tale titolo non gli viene normalmente attribuito).

### Difensore georgiano
Nel 1735 Oglethorpe era tornato una prima volta in visita in Inghilterra, portando con sé una delegazione di indiani Cherokee che incontrarono re Giorgio II e la famiglia reale a Kensington Palace. Egli fu accolto con grandi acclamazioni in patria, sebbene non fosse il benvenuto in molti ambienti più conservatori.
Tornato in Inghilterra nel 1737, riuscì a farsi assegnare un piccolo contingente di soldati e ad esserne nominato colonnello. Ad Oglethorpe e ai suoi colleghi soci fu assegnata un concessione regale per la provincia della Georgia fra il fiume Savannah e l'Altamaha.
Nel 1739, durante la guerra anglo-spagnola, detta anche "guerra dell'orecchio di Jenkins", combattuta fra la Georgia britannica e la Florida spagnola come parte del conflitto più ampio della guerra di successione austriaca, Oglethorpe compì con successo numerose incursioni contro i forti spagnoli ma non ebbe successo nell'assedio di Saint Augustine. Dovette quindi sostenere il contrattacco spagnolo durante l'invasione della Georgia nel 1742, che tuttavia riuscì a respingere. Come ricompensa, venne nominato brigadier generale.

### Ritorno in Inghilterra
Dopo un nuovo e inefficace attacco alla Florida, Oglethorpe venne richiamato in Inghilterra nel 1743 per essere sottoposto a corte marziale dietro accusa di uno dei suoi sottoposti. Giudicato innocente, riuscì inoltre ad essere finalmente rimborsato di tutte le spese sostenute dal Parlamento.
Fino al quel momento scapolo, durante il suo ritorno in Inghilterra incontrò la ricca ereditiera Elizabeth Wright, che sposò nel giro di breve tempo e con cui si stabilì nel quartiere londinese di Crenham. Ormai rinomato comandante militare, venne richiamato alle armi durante l'insurrezione giacobita del 1745, ma dei dissidi con gli altri comandanti lealisti gli procurarono una seconda corte marziale, risoltasi anche in questo caso con un nulla di fatto. Oglethorpe e le sue truppe si unirono a quelle del Duca di Cumberland a Preston e tentarono di bloccare il ritiro finale dei giacobiti in Scozia. Egli condusse una scaramuccia a Shap Fell in Cumbria, ma fu costretto a sganciarsi a causa del cattivo tempo, cercando rifugio per la notte, durante la quale i giacobiti riuscirono a ritirarsi ed a fuggire.

### Ultimi anni

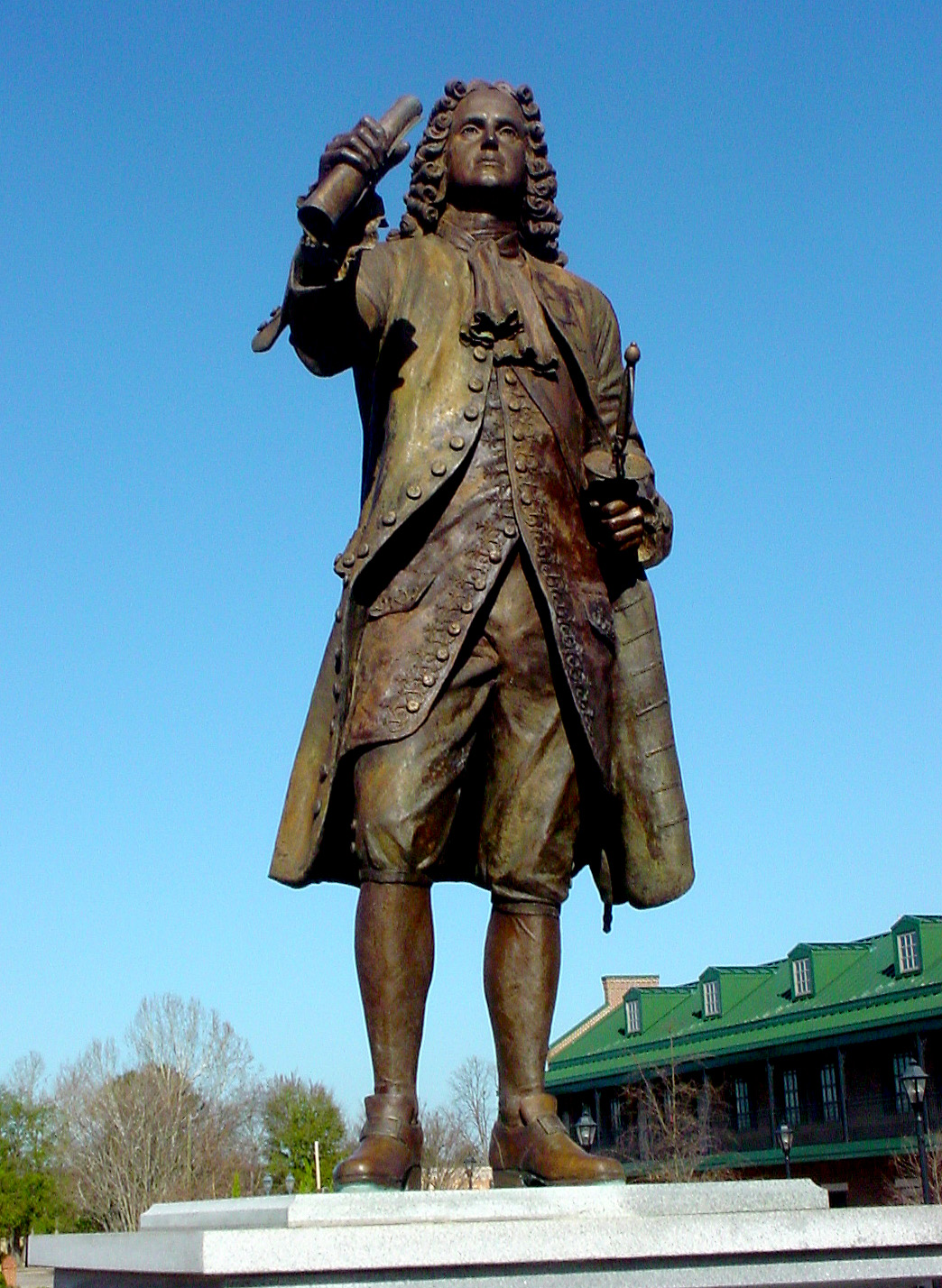
Statua di James Oglethorpe ad Augusta

Il ritorno in Inghilterra escluse di fatto Oglethorpe dalla politica georgiana, dove venne infine esautorato nel 1743 dal rivale William Stephens, che abolì la maggior parte delle leggi volute dal fondatore della colonia. Amareggiato, tornò in Europa e combatté nella guerra dei sette anni con l'esercito francese, dovendo servire sotto falso nome per non incorrere in polemiche legate alla sua notorietà.
Nel 1760 si ritirò definitivamente in Inghilterra, dove visse un felice matrimonio con la moglie. Allo scoppio della guerra d'indipendenza americana gli venne offerta la possibilità di condurre un'invasione della Georgia, anch'essa schieratasi con i ribelli, ma rifiutò. Nel 1785, poco prima di morire, incontrò il primo ambasciatore degli Stati Uniti in Inghilterra, il futuro presidente John Adams, col quale si complimentò per la riuscita causa rivoluzionaria.
Meno di un mese dopo l'incontro con Adams, Oglethorpe morì dopo una brevissima malattia, seguito due anni dopo dalla moglie. Non aveva mai rinnegato i propri legami con la Georgia, nemmeno dopo la rivoluzione, e in suo onore gli vennero dedicate la contea di Oglethorpe, le città di Oglethorpe e Fort Oglethorpe e l'Università Oglethorpe.
Il 21 febbraio 1734 Oglethorpe fondò la prima Loggia massonica nelle colonie britanniche, oggi nota come Loggia di Salomone No. 1, F. & A. M.